# Satō Satarō

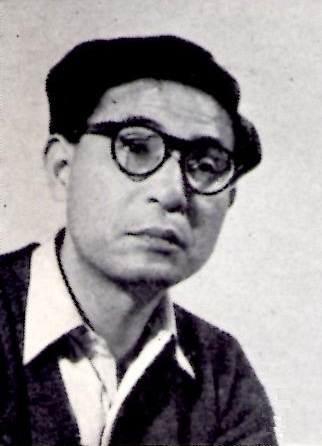
Satō Satarō, 1952

Satō Satarō (japanisch 佐藤 佐太郎; geboren 13. November 1909 in Ogawara (Präfektur Miyagi); gestorben 8. August 1987 in Tokio) war ein japanischer Tanka-Dichter.

## Leben und Wirken
Satō Satarō kam als Kind nach Hirakata in der Präfektur Ibaraki. 1926 zog er nach Tokio und arbeitete vorübergehend bei Iwanami-Verlag. In dem Jahr, in dem er nach Tokio zog, schloss er sich der Gruppe um das Tanka-Magazin „Araragi“ (アララギ) an und bildete sich 1927 unter dem Dichter Saitō Mokichi weiter. Mit seiner ersten Gedichtsammlung „Hodō“ (歩道) – „Der Fußweg“ 1940 etablierte er sich als Dichter und gab ab Mai 1945 die gleichnamige Zeitschrift heraus.
Satō vertrat eine auf Skizzen basierende „Reine Tanka-Theorie“. Seine Gedichtsammlung „Kichō“ (帰潮) – „Ebbe“ 1952, ausgezeichnet mit dem Yomiuri-Literaturpreis, ist das Ergebnis seiner Bemühungen. Danach folgten „Fuyuki“ (冬木) – „Winterliche Bäume“ 1966 und „Kei-ei“ (形影) – „Form und ihr Schatten“ 1970. In seinen späteren Jahren zeigten „Kaitō“ (開冬) – „Beginn des Winters“ 1975, für das er 1976 den Förderpreis des Kultusministers (芸術選奨文部大臣賞) erhielt, und „Tengan“ (天眼) „Hellsichtig“ 1979 einen geänderten Stil mit zunehmend dunkler Färbung.
1984 erhielt Saitō den 18. „Shōkū-Preis“ (迢空賞), benannt nach Shaku Shōkū, eigentlich Orikuchi Shinobu, für „Seishuku“ (星宿) – „Sternenbild“. Ausgezeichnet wurde er bereits 1980 mit der staatlichen Ehrenmedaille. Er war seit 1983 Mitglied der Akademie der Künste. 1977 erschien die vollständige Gedichtsammlung „佐藤佐太郎全歌集“.
Ein Beispiel-Tanka: „An einem Wintertag, wenn das Auge voll des Meeres ist, wird das Meer von einer einzigen Welle umhüllt.“